# Peep (Album)
Peep ist das Debütalbum der finnischen Rockband The Rasmus; zu dieser Zeit noch Rasmus genannt. Es wurde am 29. April 1996 veröffentlicht.

## Geschichte
1995 trafen sie ihren ersten Manager Teja Kotilainen und nahmen, noch bevor sie ihren Plattenvertrag bei Warner Music Finland unterschrieben, ihre erste Single, „1st“ auf. 1996 folgte das Album Peep. Es erreichte Goldstatus in Finnland. In dieser Zeit spielten The Rasmus über 100 Konzerte in Finnland, Russland und Estland. 1996 gewannen sie einen EMMA als Best New Act 1996. The Rasmus veröffentlichten aus diesem Album noch die beiden Singles „2nd“ und „3rd“. „3rd“ war ihr erster Hit in den Charts – in Finnland erreichte er Platz 8.

## Trackliste
Bis auf Ghostbusters und Outflow wurden alle Lieder von The Rasmus geschrieben.
1. Ghostbusters (ein Ray Parker Jr. Cover) (3:34)
2. Postman (2:38)
3. Fool (3:43)
4. Shame (3:30)
5. P.S. (2:56)
6. Julen Är Här Igen (3:30)
7. Peep (0:48)
8. Frog (2:32)
9. Funky Jam (2:12)
10. Outflow (2:50)
11. Myself (3:53)
12. Life 705 (5:09)
13. Small (6:22)

## Singles
In der Reihenfolge der Veröffentlichung. Die Singles wurden nicht nach den enthaltenen Songs benannt, sondern nur durchnummeriert.
1st
„1st“, auf der sich die Lieder Frog, Funky Jam, Myself und Rakkauslaulu befinden, wurde 1995 veröffentlicht.
2nd
1996 wurde „2nd“ veröffentlicht. Darauf befinden sich die Lieder Myself, Postman.
3rd
3rd, mit Ghostbusters und Fool, wurde auch 1996 veröffentlicht und erreichte Platz 8 in den finnischen Charts.

## Weitere Songs

### Funky Jam
Funky Jam ist der neunte Track aus dem Album Peep. Er ist auf der Single 1st aus dem Jahr 1995 und auf dem Best-Of-Album Hell Of A Collection aus dem Jahr 2001 drauf. Es ist das erste Video, dass die Band etwas bekannter machte. Lauri Ylönen schrieb diesen Song. Produziert wurde der Song von The Rasmus und Teja Kotilainen.
Kommentar
Kommentar von Lauri Ylönen:
When our first single "Funky Jam" hit the radio, things started rolling. Our lives changed so much that year we had a hard time controlling it.
Fortunately, we found a good manager, Teja Kotilainen. We already knew him. We made a strong team, and still do. We realized early on that this was only the beginning of much hard work to come.

### Life 705
Life 705 ist der zwölfte Track aus dem Album Peep. Eine neue Version erschien 1999 unter dem Namen „Life 705 (Version '99)“. Es ist auf der Single Swimming With The Kids und dem Album Hell Of A Collection. Life 705 wurde nie veröffentlicht, ist aber einer der populäreren Songs. Lauri Ylönen schrieb den Text. Produziert wurde der Song von The Rasmus und Teja Kotilainen.

## Trivia
- Das Album enthält nach Small einen versteckten Song. Nach drei Minuten hört man einen Mann finnisch reden und ein Kind „hello“ sagen.
- Der Songname Julen Är Här Igen ist schwedisch und bedeutet Weihnachten ist wieder da, allerdings hat der Song nichts mit Weihnachten zu tun und ist in englisch.
- P.S. schrieb Sänger Lauri Ylönen für seine ältere Schwester Hannah.